# ハインリヒ24世 (ロイス＝ケストリッツ侯)
ハインリヒ24世（Fürst Heinrich XXIV. Reuß-Köstritz, 1855年12月8日 - 1910年10月2日）は、ドイツの貴族、作曲家。ロイス＝ケストリッツ侯。

## 生涯
ロイス＝ケストリッツ侯ハインリヒ4世と、その妻で兄系ロイス侯ハインリヒ19世の娘ルイーゼ（1822年 - 1875年）の間の第1子、長男。ドイツ東部ブランデンブルク州で生まれたが、ウィーンに移住した両親のおかげで洗練された都会文化の中で育つことができた。
初歩的な音楽教育（ピアノ・パイプオルガンの演奏、記譜法）は、自身もアマチュア作曲家だった父ハインリヒ4世侯及び音楽教師カール・ゴットリープ・ライシガーから受けた。ドレスデンの中等教育学校でも、本格的な音楽教育を受けた。ライプツィヒやボンの大学でも音楽の研鑽は続き、法学の勉強が本来の学業の目的だったものの、学生時代はハインリヒ24世の音楽的才能を引き出すことに費やされた。1883年法学博士号を得たものの、この頃にはハインリヒ24世の関心は完全に作曲活動に移っていた。ヨハネス・ブラームスと親交の深いハインリヒ・フォン・ヘルツォーゲンベルクに師事したが、一度ブラームスと直に会ったこともあり、その時のことを次のように記している。「（ブラームスは）10分間で沢山のことを教えてくれた。ヘルツォーゲンベルクに同じことを教えてもらおうとすれば、1か月はかかるだろう。」
ブラームス、師ヘルツォーゲンベルク、アントニン・ドヴォルザークに影響を受けた数多くの室内楽、6つの交響曲を書き残した。
1894年父の死と同時にロイス＝ケストリッツ家の家督を継承し、侯を称した。同時に弟系ロイス邦議会の世襲議員席も与えられ、1897年3月8日から死去するまで議員を務めた。ニーダーエスタライヒ州のエルンストブルン及びハーゲンベルク（現ファルバッハの一部）の家族世襲財産を経営した。

## 子女
1884年5月27日、同族の大叔父ハインリヒ74世侯子の娘エリーザベト（1860年 - 1931年）と結婚し、間に5人の子をもうけた。
- レギーナ・フェリーツィタス・ヘレーネ・ルイーゼ・アマデーア（1886年 - 1980年） - 1916年ゲオルク・ツー・シュトルベルク＝シュトルベルク伯爵[3]と結婚
- ジビーレ・ガブリエーレ（1888年 - 1977年） - 1920年ヴォルフガング・ツー・カステル＝カステル伯爵[4]と結婚
- ハインリヒ39世（1891年 - 1946年） - ロイス＝ケストリッツ家家長（「侯」の称号は辞退）
- ハインリヒ41世（1892年 - 1916年） - 第一次世界大戦中ルーマニアで戦死
- ガスパリーネ・エレオノーレ・ヴィオラ（1898年 - 1978年）

## 栄典
- プロイセン陸軍少将
- 聖ヨハネ騎士団騎士
- ロイス家名誉勲章（ドイツ語版）（1893年）
- ザクセン＝エルネスティン公爵家勲章（英語版）大勲章（1883年）
- ヴェンド人の王冠勲章（英語版）大勲章（1898年）
- ドイツ皇帝ヴィルヘルム1世記念章
- メクレンブルク大公フリードリヒ・フランツ3世記念章

## 引用
1. ↑  Michael Stolle: Der Komponist Heinrich XXIV. Reuß-Köstritz: ein Meister strenger Schönheit, Hildesheim; Zürich; New York: Georg Olms Verlag, 2016, ISBN 978-3-487-08577-7, S. 72 und S. 215.
2. ↑  Wilhelm Altmann: Heinrich von Herzogenberg. Sein Leben und Schaffen. In: Die Musik, 2/1903, Heft 19, S. 28–47.
3. ↑  ヴェストハイム醸造所（ドイツ語版）の経営者ヘルマン・ヨーゼフ・ツー・シュトルベルク＝シュトルベルク（ドイツ語版）伯爵の次男。
4. ↑  フリードリヒ・カール・ツー・カステル＝カステル侯の従弟。